# Mleczarka
Mleczarka (niem. Milchmädchen) – dawniej kobiety lub dziewczęta pełniące wiele funkcji związanych z produkcją i przetwarzaniem mleka. Należało do nich dojenie i wyrób masła, ale także w sprzedaż mleka i produktów mlecznych na targu mlecznym. 
W kolońskiej dzielnicy Poll znajduje się pomnik mleczarki – hołd dla mleczarek z Poll. Jeszcze do połowy XX wieku transportowały one mleko z Poll do Kolonii. W tym celu korzystały z wózków ciągniętych przez psy, osły lub konie. Sprzedaż odbywała się nie tylko w stałych miejscach, ale również na targach oraz poprzez dostawy do domów. We Francji mleczarki z Normandii uchodzą za ważny symbol kulturowy.